# (9609) Ponomarevalya
(9609) Ponomarevalya est un astéroïde de la ceinture principale.

## Description
(9609) Ponomarevalya est un astéroïde de la ceinture principale. Il fut découvert le 26 août 1992 à Nauchnyj par Lioudmila Tchernykh. Il présente une orbite caractérisée par un demi-grand axe de 3,01 UA, une excentricité de 0,10 et une inclinaison de 9,4° par rapport à l'écliptique.

## Compléments